# خورتشاه (قلعة قاضي)
خورتشاه (بالفارسية: خورچاه) هي قرية تقع في إيران في قسم قلعة قاضي الريفي. يقدر عدد سكانها بـ 764 نسمة بحسب إحصاء 2016.